# 298P/Christensen
298P/Christensen è una cometa periodica appartenente alla famiglia delle comete gioviane. La cometa è stata scoperta il 9 febbraio 2007 dall'astronomo statunitense Eric J. Christensen; la sua riscoperta il 9 febbraio 2014 ha permesso di numerarla definitivamente.